# Wilhelm Leuhusen (militär)
Carl Wilhelm Herman Leuhusen, född den 12 september 1841 i Hassle socken, Skaraborgs län, död den 10 oktober 1916 på Börstorp i Enåsa församling, Skaraborgs län, var en svensk friherre och militär. Han var son till Carl Herman Leuhusen och svärfar till Eric Lilliehöök.
Leuhusen blev student vid Uppsala universitet 1858. Han blev fanjunkare vid livregementets husarkår 1858, och efter avlagd officersexamen, underlöjtnant där 1859, löjtnant där 1866, ryttmästare 1881, major där 1888 och överstelöjtnant där 1889. Leuhusen blev överste och chef för Smålands husarregemente 1892. Han var överste och sekundchef för Livregementets husarer 1893–1904. Han blev riddare av Svärdsorden 1882, kommendör av andra klassen av samma orden 1895 och kommendör av första klassen 1900. Leuhusen vilar på Enåsa kyrkogård.